# Fritz Ludwig Neumeyer
Fritz Ludwig Neumeyer (* 10 septembre 1875 à Egloffstein ; † 10 septembre 1935 à Nuremberg ) était un entrepreneur allemand.

## Origine, jeunesse et éducation
Fritz Neumeyer est le fils de Marie Windisch (1849-1926) et de Georg Philipp Neumeyer (1843-1880). Il épouse Hedwig Husslein (1878–1933), avec qui il aura deux enfants, Elisabeth (1909-1995) et Hans-Friedrich Neumeyer. Fritz Neumeyer a fréquenté l'école de commerce municipale de Nuremberg . À partir de 1890, il effectue un stage en tant que commercial chez Armaturen- und Maschinenfabrik AG vorm. J.A. Hilpert . À partir de 1895, il représente cette entreprise à Zurich, où il fonde en 1897 sa propre entreprise d'installations sanitaires.

## Entrepreneuriat

### Metallwarenfabrik Fritz Neumeyer (Fabrique de produits métalliques Fritz Neumeyer)
En 1903, il retourne à Nuremberg et rachète la Spiel- und Metallwarenfabrik Köllisch (usine de jouets et d'articles en métal Köllisch), en faillite. Il convertit l'entreprise à la production d'articles techniques et la rebaptise Metallwarenfabrik Fritz Neumeyer.

### Fritz Neumeyer AG
Durant la Première Guerre mondiale, il produit des munitions et d'autres armements pour le compte du gouvernement du Reich. En 1916, le gouvernement du Reich l'encourage à développer considérablement son entreprise. Il ouvre une succursale à Hersbruck et fonde la Fritz Neumeyer AG avec une participation de 50 pour cent de Hirsch Kupfer- und Messingwerke AG (Berlin et Eberswalde), dont il prend la direction générale (président du conseil d'administration). En 1917, des cartouches en acier et des amorces sont produites dans une nouvelle usine à Ziegelstein - Herrnhütte (depuis 1920 un quartier de Nuremberg), qui devint plus tard l'usine principale. Après la fin de la guerre, la production d'armement est arrêtée et des produits semi-finis sont fabriqués dans la fonderie de métaux, les presses d'extrusion et les presses à tubes.
En 1921, le groupe Gutehoffnungshütte acquiert la majorité des actions de Fritz Neumeyer AG.

#### Fritz Neumeyer AG Munich-Freimann
En 1915, Fritz Neumeyer participe à la fondation de la Bayerischen Geschützwerke de Munich-Freimann (usine d'armes bavaroise du quartier de Munich Freimann), filiale de Friedrich Krupp AG. La production cesse après la fin de la Première Guerre mondiale. Fritz Neumeyer en fait l'acquisition auprès de Krupp en 1919 et fonde la Bayerische Maschinenwerke, Fritz Neumeyer A.-G., Werk München (usine mécanique bavaroise, Fritz Neumeyer, usine de Munich).
À partir de 1919, il charge Franz Lawaczeck de produire dans cette usine sa turbine (turbine de Lawaczeck) destinée aux centrales hydroélectriques. Dans ce contexte, il acquiert l'usine de fabrication de turbines Briegleb, Hansen & Co. de Gotha (fondée en 1861, avec environ 420 employés en1910), qui est transférée au groupe Gutehoffnungshütte en 1922.
En 1921, Otto Meyer prend la direction de l'usine munichoise, qui fabriquait à l'époque des turbines hydrauliques, des petites locomotives et des charrues. À partir de janvier 1924, Gebhard Ludwig Himmler y est employé pour préparer la fabrication sous licence d'une automobile de la Rover Company.
En 1925 la société Fritz Neumeyer vend le terrain de 363 hectares, comprenant des zone résidentielles, à la Deutsche Reichsbahn, qui y construit l'atelier de réparation Ausbesserungswerk München-Freimann.

#### Kabel- und Metallwerke Neumeyer AG (Usine de câbles et métaux Neumeyer)
En 1920, il fonde Kabelwerk Nürnberg AG avec Hackethal Draht- und Kabelwerke AG à Hanovre. En 1922, l'entreprise fut entièrement reprise par Hackethal et rebaptisée Kabel- und Metallwerke Neumeyer AG . L’usine se situe au n°72 de la Klingenhofstraße à Nuremberg (49,4774266, 11,118785), elle est devenue l’une des entreprises industrielles les plus rentables de Nuremberg.
Pendant la Seconde Guerre mondiale, les installations de production de l’entreprise ont été délocalisées à Helmbrechts. Le sous-camp de Helmbrechts a été créé en juillet 1944 pour fournir de la main-d'œuvre. À Munich, la Kabel- und Metallwerke Neumeyer AG, au travers de sa filiale à 100% Metallwerk Neumeyer München GmbH, exploite à partir de 1941 une usine de fabrication de douilles de munitions et d'obus,. L'usine munichoise est située au n°1 de la Lilienthalstraße. Cette rue et les locaux de l'usine ont été détruits en 1970 pour la construction du parc olympique de Munich. L'usine se situait à l'endroit où a été construit le stade vélodrome olympique de Munich, détruit en 2015 et remplacé par la salle polyvalente SAP Garden inaugurée en septembre 2024 (48,1704268, 11,5410042). Pendant la guerre, l'entreprise employait des travailleurs étrangers hébergés dans divers camp de la ville de Munich, dont un en particulier sur la Hanauer Straße, à environ 2 km au nord-ouest de l'usine, d'une capacité d'environ 800 personnes, et dans lequel une grand partie des travailleurs étaient employés de la Metallwerk Neumeyer,.

### Zündapp
Le 17 septembre 1917, Neumeyer fait partie, aux côtés de Friedrich Krupp AG ( Essen ) et de Gebrüder Thiel GmbH, fabricant de montres et de machines-outils à Ruhla en Thuringe, des fondateurs de la Zünder-Apparatebau-Gesellschaft mbH (Zündapp) à Nuremberg, qui produit initialement des détonateurs pour l'industrie de l'armement. La production cesse à la fin de la Première Guerre mondiale et en 1919, Neumeyer reprend entièrement l'entreprise,.
Au départ, l'entreprise fabrique des démarreurs et des alternateurs, puis à partir de 1921 des motos.
En septembre 1950, Zündapp reprend le bâtiment de l'ancienne Dynamit AG à l'angle de la Rosenheimer Straße et de l'Anzinger Straße à Munich et y construit la succursale de Rammerdorf (quartier de Munich),.

### Procédé d'extrusion à froid
Son cousin et collègue Fritz Singer a développé en 1924 le procédé Singer, l'extrusion à chaud de tubes sans soudure à partir de profilés en laiton  massif. Le procédé a été utilisé pour fabriquer de tubes de radiateurs pour les moteurs à combustion et des radiateurs pour les ballasts de dirigeables. En 1935, Adolf Liebergeld développe le procédé d'extrusion à froid dans l'entreprise de Neumeyer.

## Littérature
- (de) Bernhard Hoffmann †, Hans Christoph Graf von Seherr-Thoß, « Neumeyer, Fritz », dans Neue Deutsche Biographie (NDB), vol. 19, Berlin, Duncker & Humblot, 1999, p. 174–175 (original numérisé).
- Jens Merte: Fritz Neumeyer AG, Werk München-Freimann.

## Liens Web
- Frühe Dokumente und Zeitungsartikel zur Kabel- und Metallwerke Neumeyer AG dans les archives de presse ZBW